# Deronectes doriae
Deronectes doriae är en skalbaggsart som beskrevs av Sharp 1882. Deronectes doriae ingår i släktet Deronectes och familjen dykare. Inga underarter finns listade i Catalogue of Life.